# Navarrès (dialecte)
S'anomena navarrès o romanç navarrès a les formes del romanç navarrès-aragonès que es parlava al sud i est del Regne de Navarra. No existia separació neta entre el navarrès i l'aragonès. Les denominacions d'aragonès, navarrès i riojà no responen a diferències reals que existissin en una mateixa època (de fet podien existir diferències més grans en una comarca concreta que dins d'una mateixa regió), sinó que responen a les diferents evolucions lingüístiques del romanç en aquells regnes o regions com a conseqüència d'una història política diferenciada. Existien diferents formes d'escriure, com a conseqüència del fet que l'Església Catòlica havia pres el monopoli de l'escriptura i també el van prendre les dues monarquies, la navarresa i l'aragonesa.

## Denominació
El Fur de Navarra fa referència al llenguatge en què és escrit, i preveu la situació que «fuesse rey ombre d'altra terra el de estranio llogar el de estranio lengoage». Una denominació que es documenta en els mateixos texts en romanç és la de lengoage de Navarresa. Se'n pot trobar un exemple a les Corts d'Olit de 1329:
| « | públicos instrumentes...en lengoaje françes..a fin que los dichos seynnores rey e reyna los entendiessen. Et cada uno ovies uno en françes e otro en lengoage de Navarra | » |

També al 1344 Pero de Laquidáin, escrivà de Pamplona, va fer una traducció del Fur de Jaca i va escriure:
| « | pro Domina Regina, in ydiomate Navarre, dimittendo totidem spacium in libro pro trasferendo dictos foros in ydioma gallicanum | » |

En l'acta de coronació de Carles II de Navarra, l'any 1350, s'hi afirma, en llatí:
| « | quadam scedula scripta in ydiomate terre, prius palam et publice alta uoce por Pascasium Petri de Sangossa, notarium infrascriptum, lecta | » |

I a l'acta de coronació de Carles III de Navarra, l'any 1390, es repeteix la mateixa fórmula i es llegeix: «Anem ydiomate Navarre terre».

## Ortografia
- El diftong /ua/ s'escriu -oa-: coal, coatro, jegoa.
- Els fonemes palatals /ɲ/ (ny) i /ʎ/(ll) es representaven amb una "i" al davant (-in-, -ill-, -yll-): castieyllo, castieillo, sieillo.

## Fonètica
- Major tendència a perdre la -e final:
  - Etxe (etxa-, en composició) + berri (‘casa nova’, en basc) > Exavierre (1091) > Xavier (i altres variants des de 1102).
  - Tanmateix, igual que en el Fur de Terol, aquesta tendència no es dona en els adverbis acabats en -ment perquè hi havia una -t- entremig: -MENTE > -mentre.
- No es registren evolucions de -LL- cap a -t-, -ch-, etcètera...de tipus che vaqueira.
- Es conserva el grup llatí -MB-, que en aragonès i en castellà burgalès evoluciona cap a -m-: palomba, ambos.
- Des de mitat del segle xiii hi ha un predomini absolut de la solució -KT- > -ch- i -ULT- > -ch-:[1]
  - FACTU > fecho (deixant de predominar la solució -it-).
  - DIRECTU > drecho.
  - MULTU > mucho.

## Morfologia
El demostratiu masculí singular és esti o aquesti en compte de ser est(e) o aquest(e), coincidint en aquest punt amb l'aragonès de les Comunitats aragoneses (es documenta en la versió romanç del Fur de Terol i encara en texts del segle xv, la qual cosa no és estranya perquè els navarresos van intervenir en la repoblació d'aquesta regió aragonesa) i amb el riojà. En els documents del monestir d'Irache es documenta esti però no aquesti.

## Història
El text més antic conegut en navarrès segons P. Moret és la concessió del Fur de Jaca el 1171 als pobladors del Pueyo de Castillón de Sangüesa per part de Sanç VI de Navarra el Savi: 
| « | esta población fago a pró, é a salvamiento de mio regno, en el Puyo de Castillón sobre Sangüesa, é del Puyo é de los otros logares que lis ei dado por términos. E dó, a mios pobladores de Castillon, franqueza que qoal se quisiere mercadería, trayan en todo mi regno, non den peage ni en tierra ni en mar. E dolis franqueza que lures ganados pascan é vayan por todo mi regno, foras en los vedados de los caballos | » |

## Pervivències
Igual que a les Cinc Viles i en general a tota la província de Saragossa, hi ha moltes restes lèxiques. Cal destacar:
- En la zona d'Eslava la gent gran emprava, de jove, la desinència -en per la primera persona del present dels imperfectes igual com en ansotà.
- El navarrisme més estès, és l'antropònim Xabier, adaptat a moltes llengües romàniques occidentals i germàniques.
- En el dret foral navarrès encara existeix el terme domini concellar.
- És possible que el gentilici salacenco dels habitants de la Vall de Salazar sigui d'origen navarroaragonès, així com la pervivència de la denominació de Selva de Irati, que en castellà hauria de ser bosc perquè aquesta llengua va perdre de ben aviat l'ús de selva per a aquesta classe de formació vegetal.
- Són notables les restes lingüístiques com fartar-se, fastiar-se, forcallo, ginebro, ginebral, ajada, rujiar.